# Amberd
Amberd (en armenio: Ամբերդ) es el nombre dado a una fortaleza armenia del siglo VII situada a 2300 metros (7500 pies) sobre el nivel del mar, en las laderas del Monte Aragats en la confluencia de los ríos Arkashen y Amberd de la provincia de Aragatsotn, en Armenia.

## Etimología
El nombre se traduce del armenio como «fortaleza en las nubes». También es el nombre incorrectamente atribuido a la iglesia de Vahramashen, una iglesia armenia del siglo XI, situada cerca del castillo. El pueblo de Byurakan se encuentra a unos 6 km de distancia del lugar donde se encuentran las ruinas Amberd.

## Historia
La fortaleza fue construida sobre un acantilado en la Edad Media y constituía un sistema defensivo con control sobre la llanura de Arafat. La primera familia propietaria del siglo VII pertenecía a la casa de Kamsarakam.
La arquitectura que presentan sus ruinas es atribuible a diversas épocas, y en su edificación total pasaron varios siglos. La técnica empleada fue la de las fortificaciones de la época donde prevalecía en general la situación en sitio rocoso y de difícil acceso, en este caso, además, se encontraba situada entre dos ríos el Amberd y el Arkhash. 
La iglesia, cercana al castillo, fue edificada por el príncipe Vahram Vatchoutian -de ahí procede su nombre Vahramashen- en el año 1026. Así mismo fortificó el complejo con gruesas paredes de piedra y añadió tres bastiones a lo largo de la cresta del cañón de Arkhashen. A pesar de ser inusual para una instalación militar, también realizó en la fortaleza una sala de baño, que se ha conservado casi intacta junto con el sistema de suministro de agua.
Adaptada por la dinastía selyúcida en el siglo XI, Amberd fue destruida por los mongoles en 1236.

## Excavaciones
El sitio permaneció abandonado hasta las excavaciones realizadas en el año 1936, que demostraron que el castillo-fortaleza poseía tres niveles o pisos, de los cuales los dos inferiores tenían cinco habitaciones alineadas cada uno, y en la parte interior un vestíbulo separaba con otro muro otras tres salas. El tercer piso se componía por áreas de recepción y salas privadas para personajes nobles. La configuración estructural se cree que no cambió desde su primera construcción en el siglo VII.
Las ruinas del castillo comprenden una superficie de 1.500 metros cuadrados. Sus muros están construidos por bloques de basalto fijados con mortero. Las paredes de la torre están inclinadas para hacer más fácil el ataque contra los invasores.

### Suministro del agua
En Amberd, el suministro constante de agua era crucial para sus habitantes. El viaducto principal estaba formado por una tubería de terracota que recorría de 4 a 5 kilómetros de la fortaleza, desde los embalses que recogen las fuentes de agua de manantial en las elevaciones más altas y de la nieve derretida. En el caso de que la fortaleza estuviera bajo ataque, era probable que la tubería fuera destruida. Por lo tanto, otra fuente más secreta de agua tenía que asegurar un flujo constante a sus habitantes para evitar que murieran de sed. Un pasadizo cubierto que conducía desde las fortificaciones a lo largo de un sendero empinado descendiendo por una hendidura en las rocas hasta el río Arkashen solucionaba este posible problema.

### Baño de la casa
El baño de la casa situado al sur de la fortaleza fue realizado entre los siglos X y XI. Constaba de habitaciones dobles cada una con un baño y una sola cúpula, se conserva casi intacto. Se puede considerar que en algún momento se había utilizado como hipocausto de calentamiento, como ya se había originado en la época romana. Existían tuberías que corrían a través de los suelos y paredes de la estructura, tubos de metal suministraban agua caliente para estos baños.

### Excavaciones 1963-1968
Elementos descubiertos:.
- Muchas khachkars  (cruz de piedra)
- Piedra tallada triangular
- Un candelabro de bronce
- Un escudo que se encuentra en la ciudadela
- Un barril de limpieza de filtro de agua
- Una lanza
- Una lanza circular
- Lanzas  (en 1968)
- Una punta de flecha tetraédrica
- Una punta de flecha romboide
- Una gran hacha
- Cuchillos de hierro
- Martillo de cantero
- Partes de una hoz
- Un grifo de bronce
- Abundantes piezas de cerámica

## Galería

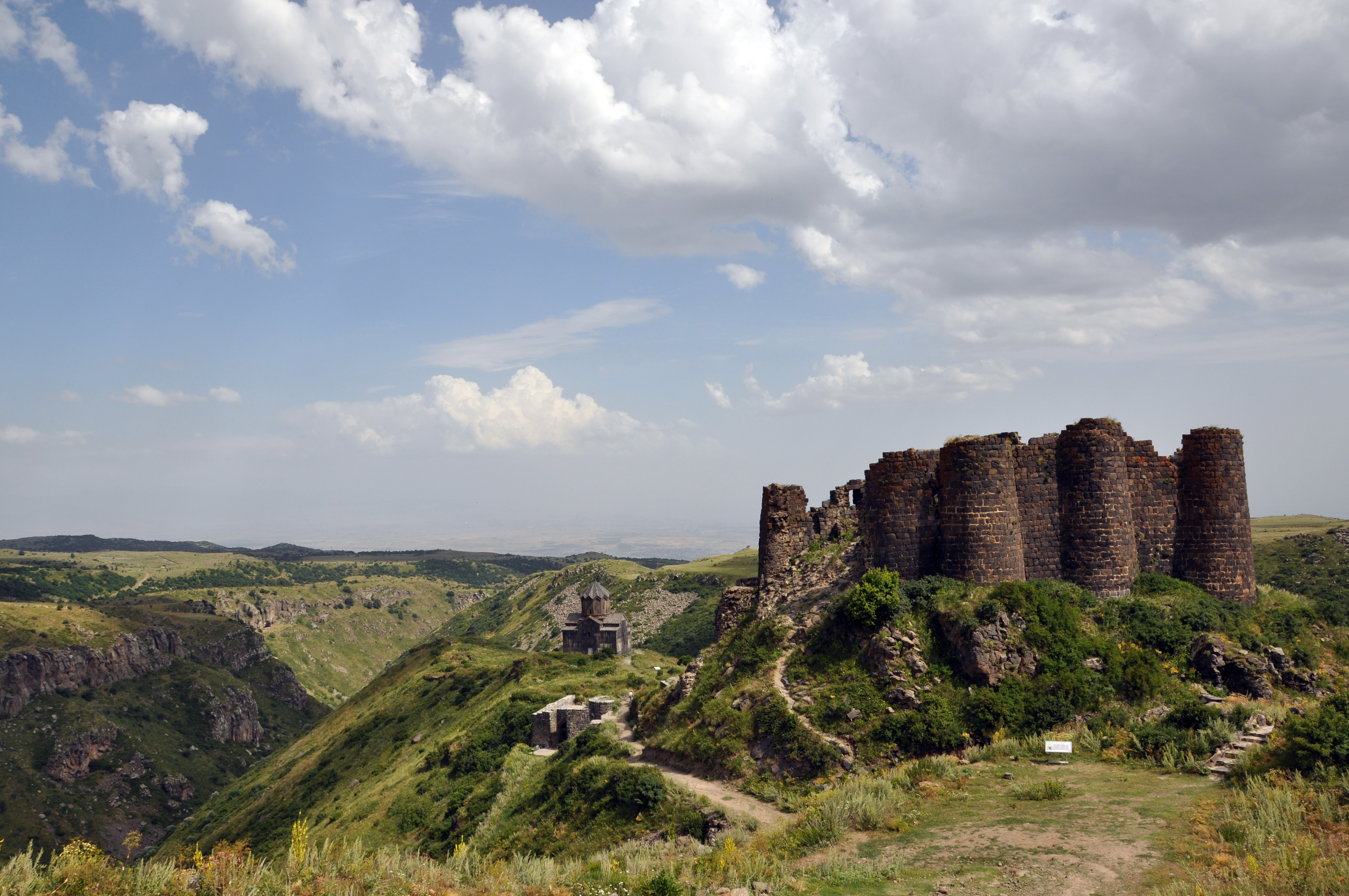
La fortaleza y la iglesia.
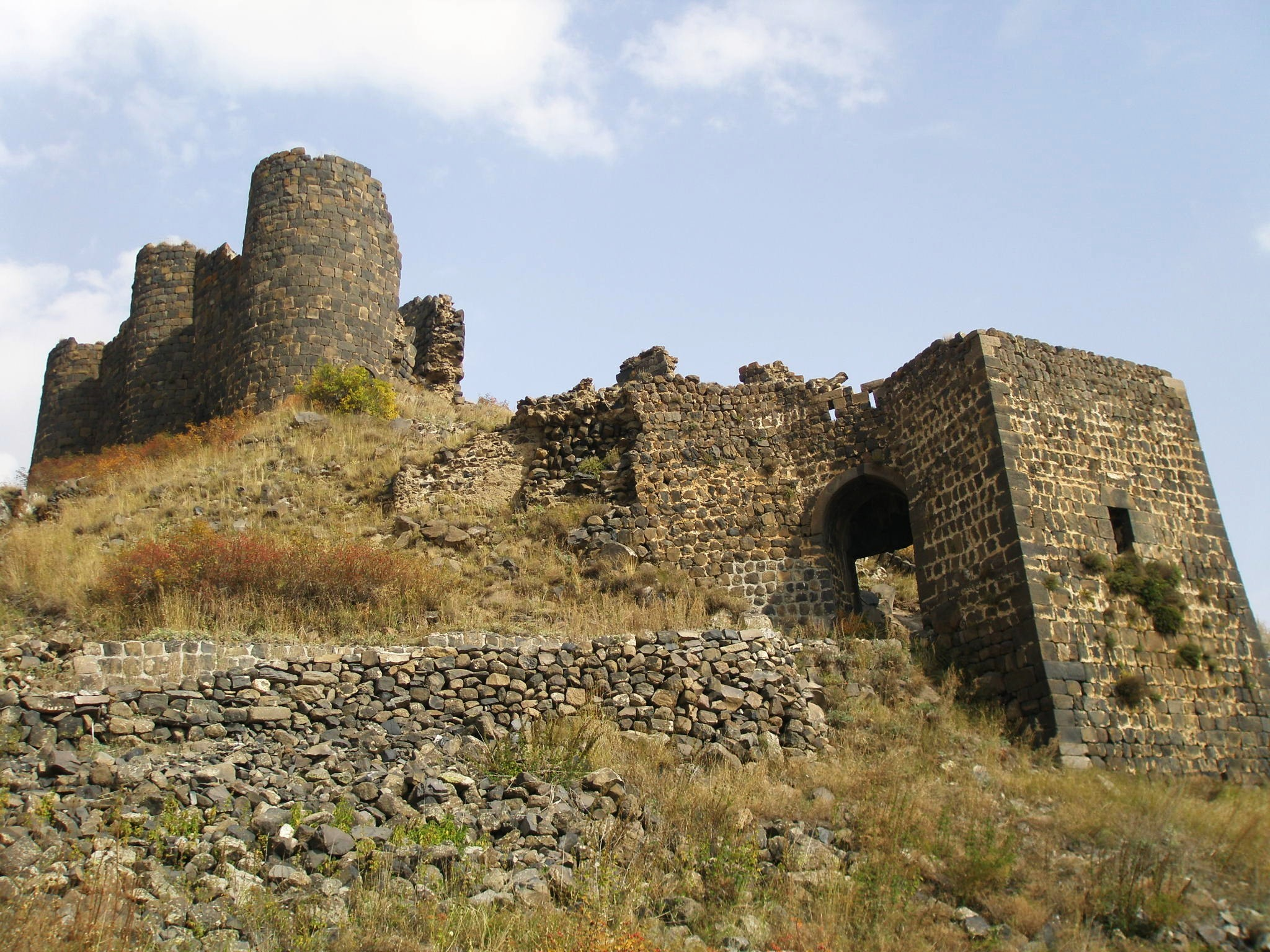
Puerta del noroeste.
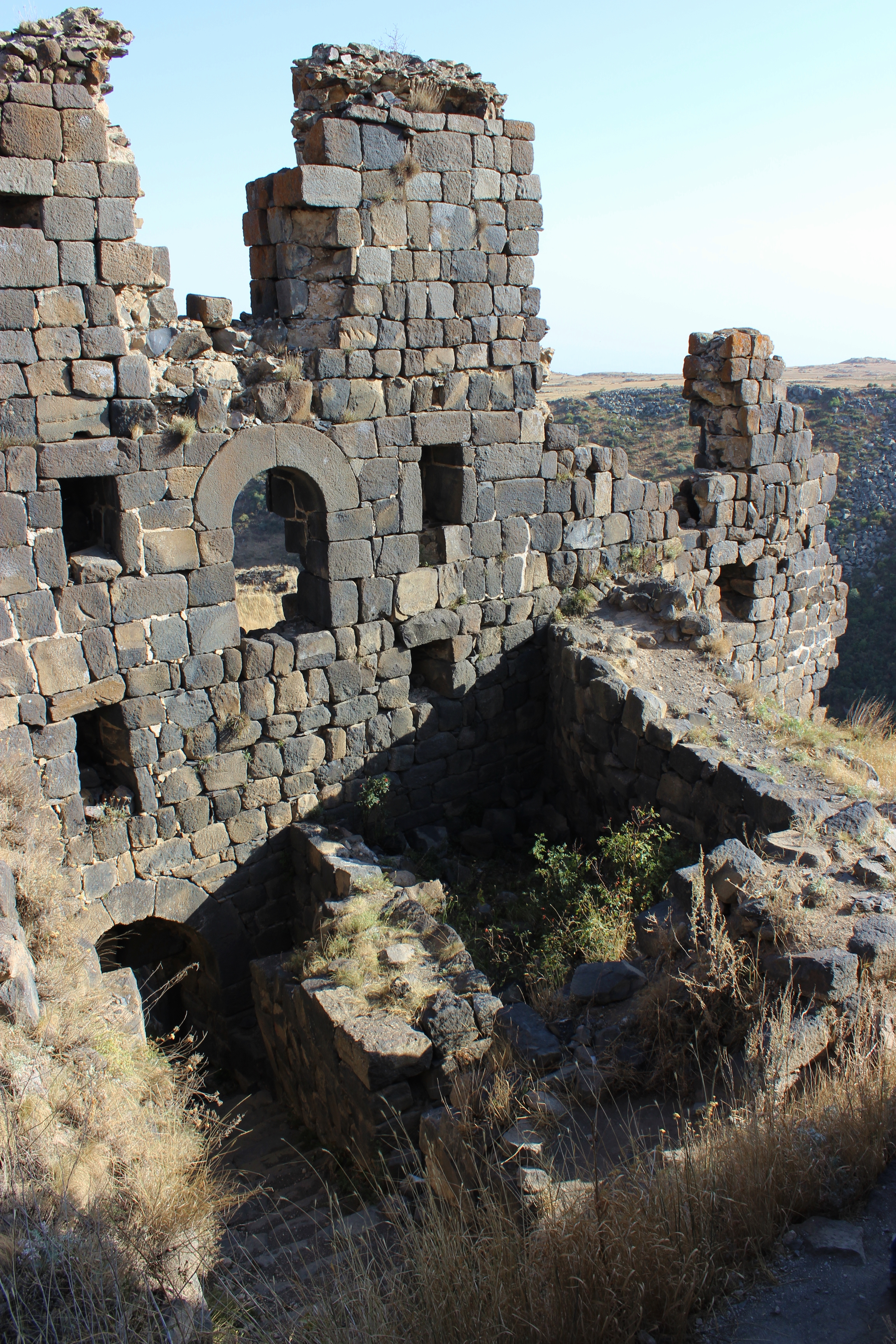
Paredes interiores (entrada principal inferior izda).
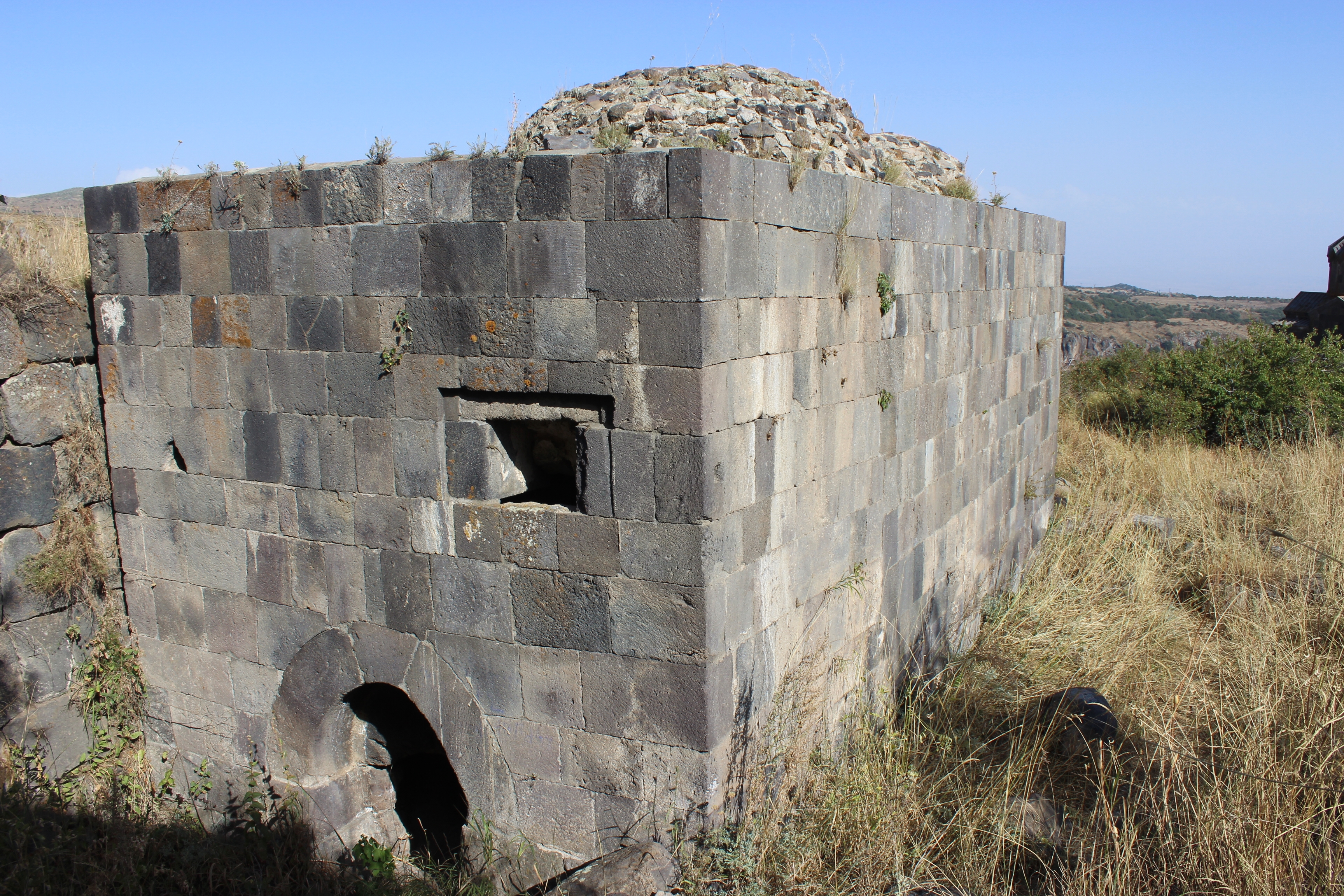
Parte posterior de la casa del baño.
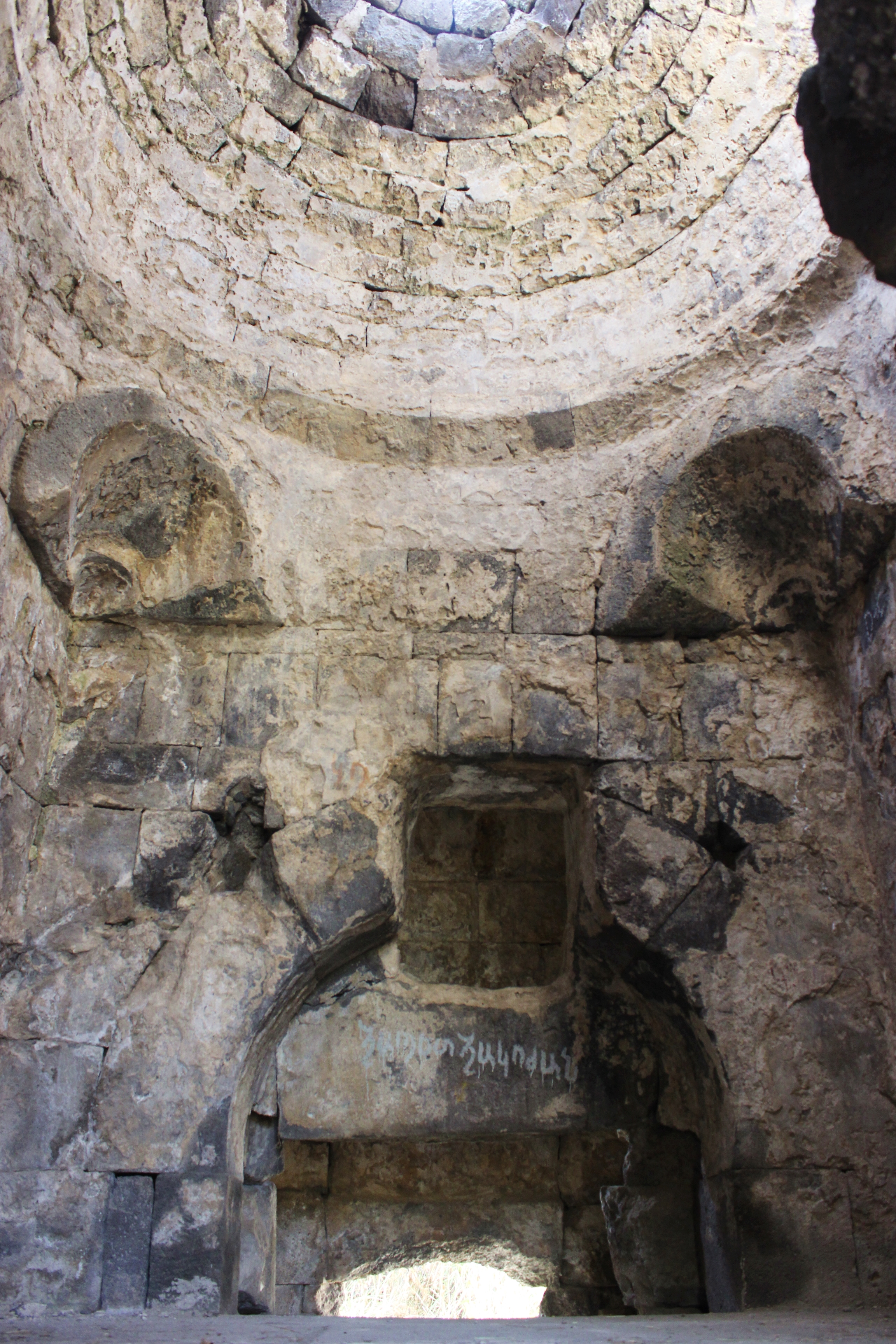
Interior del baño con vista de la cúpula.
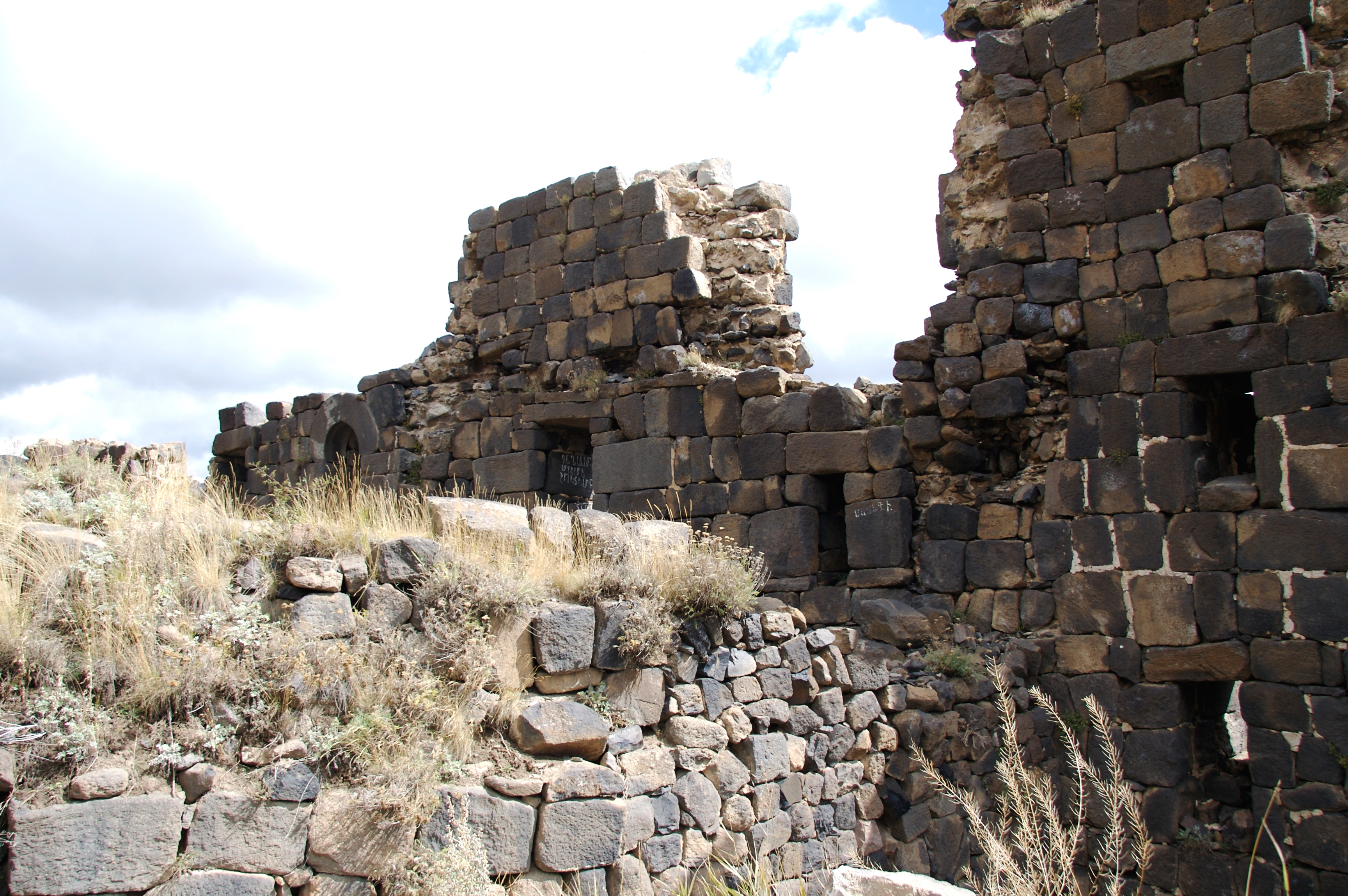
Ruinas de Amberd.
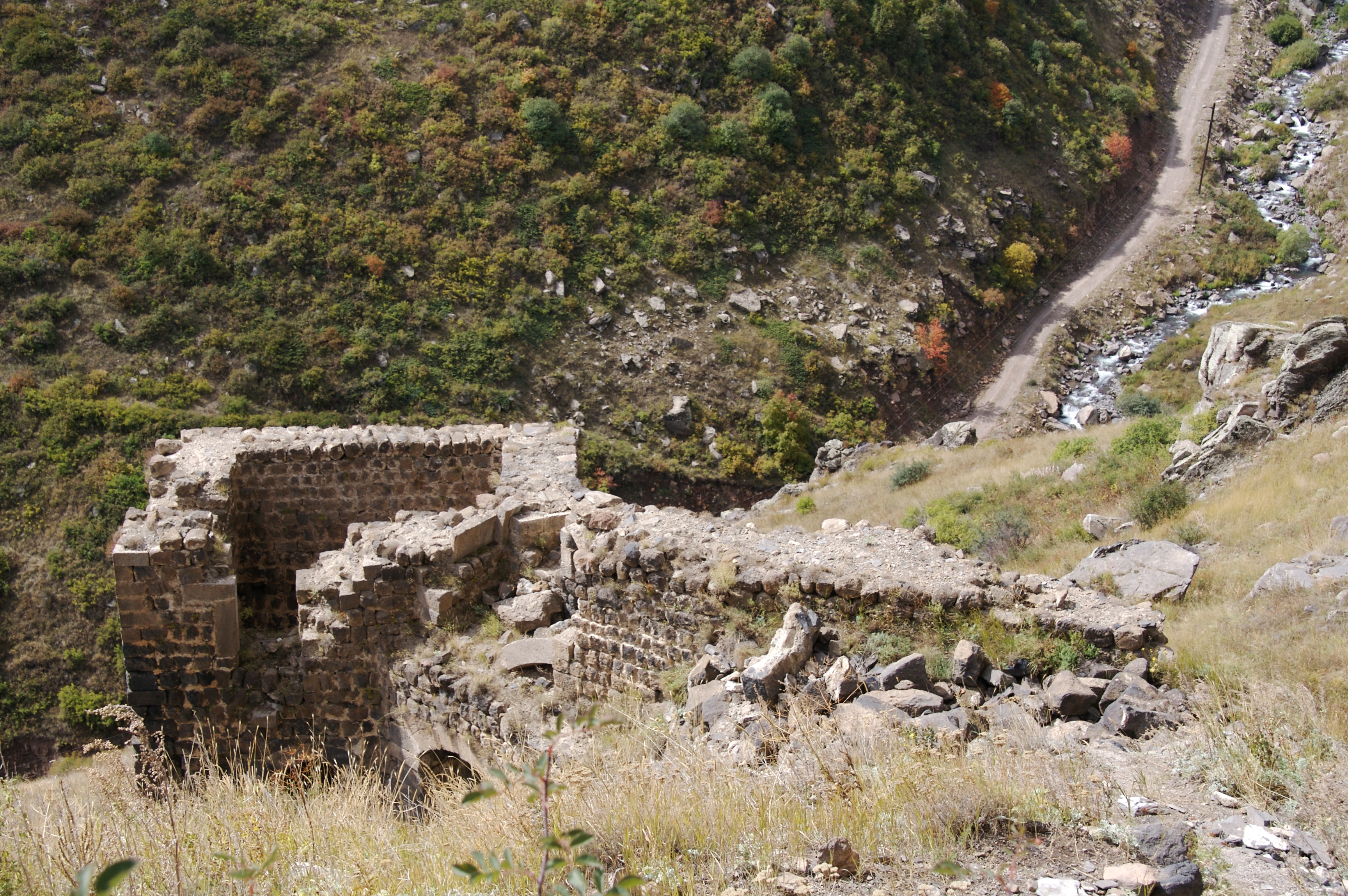
Vista de algunas ruinas.
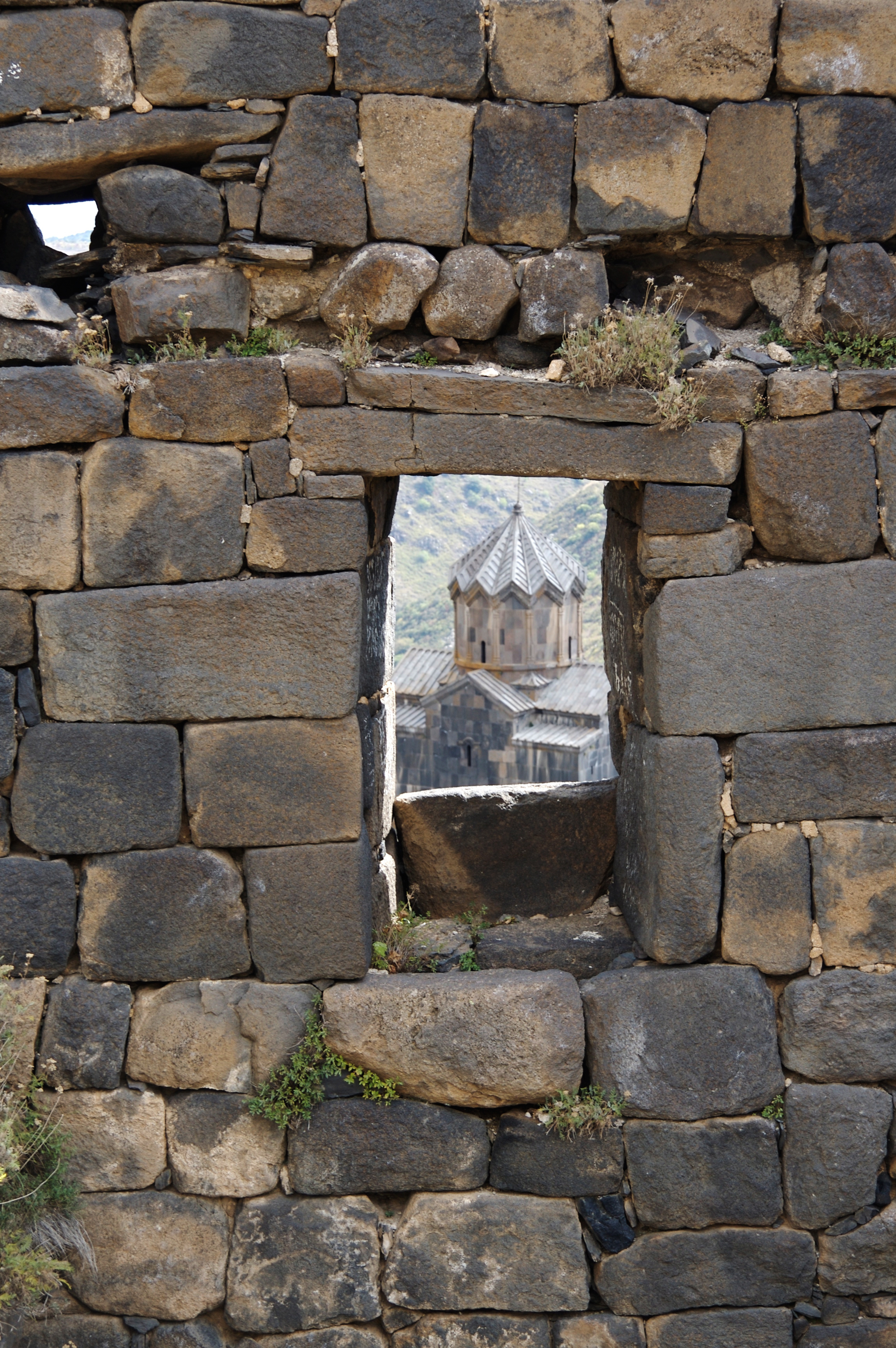
Vista de la iglesia de Vahramashen desde las ruinas de Amberd .
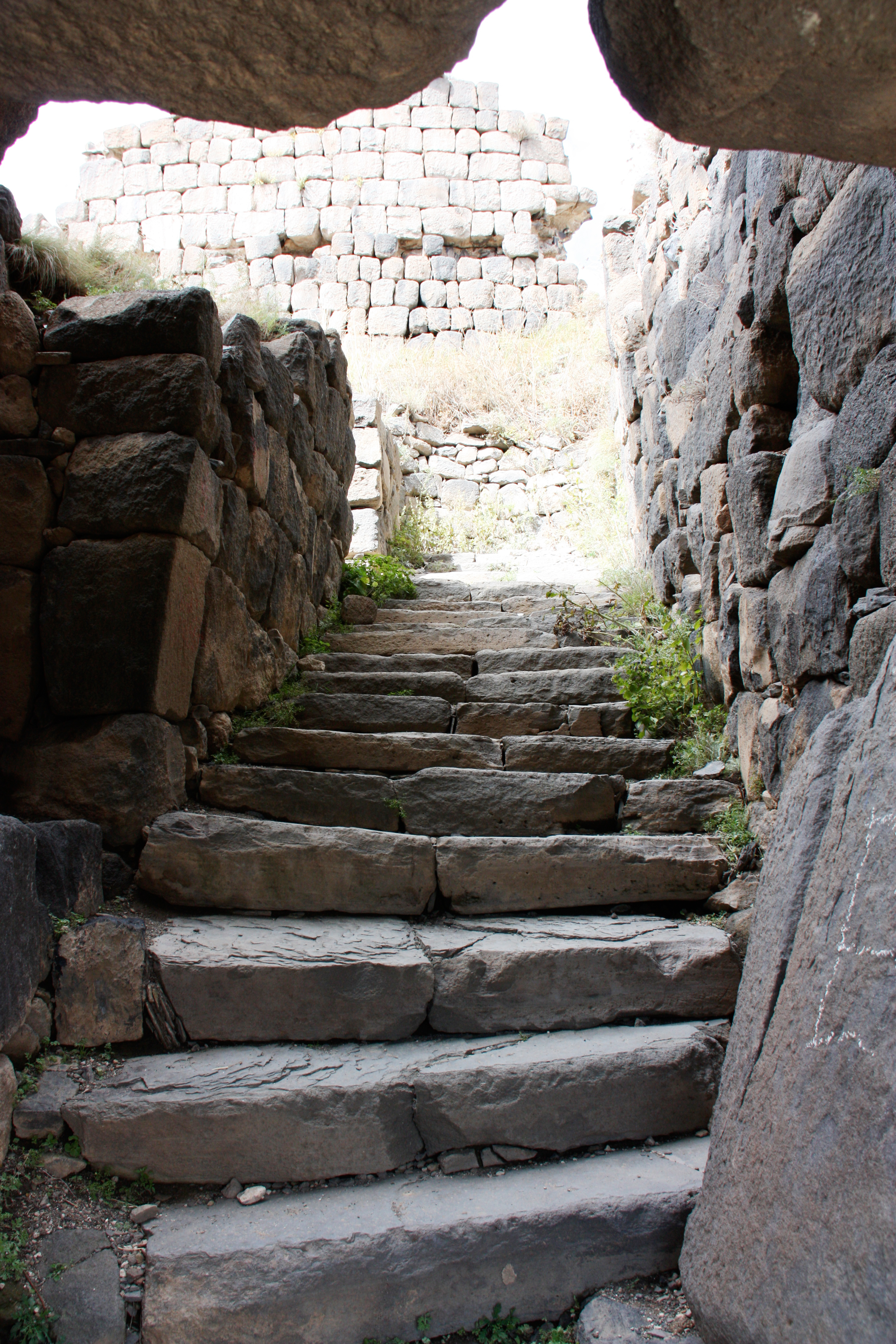
Escaleras dentro de las ruinas.
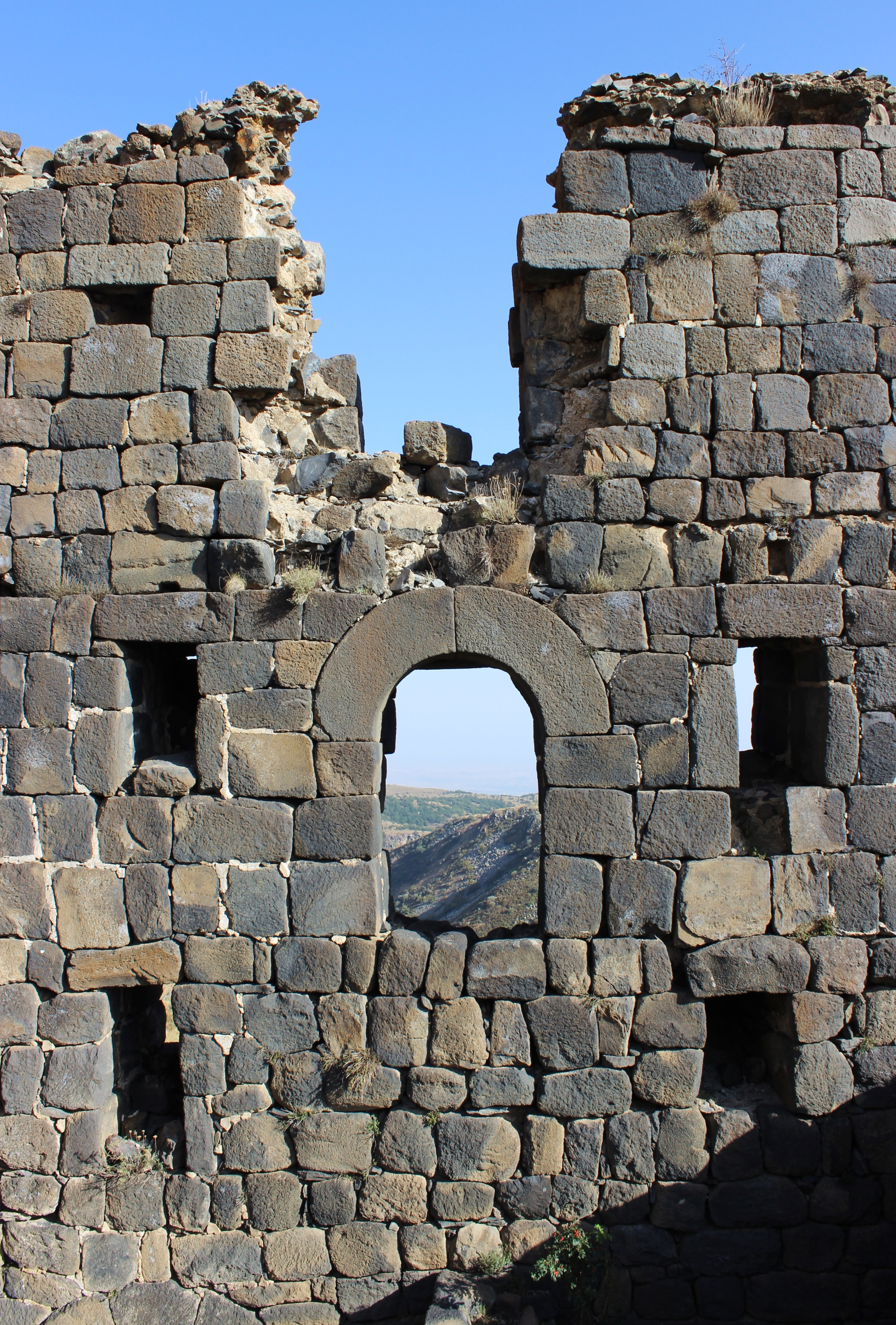
Muros interiores.
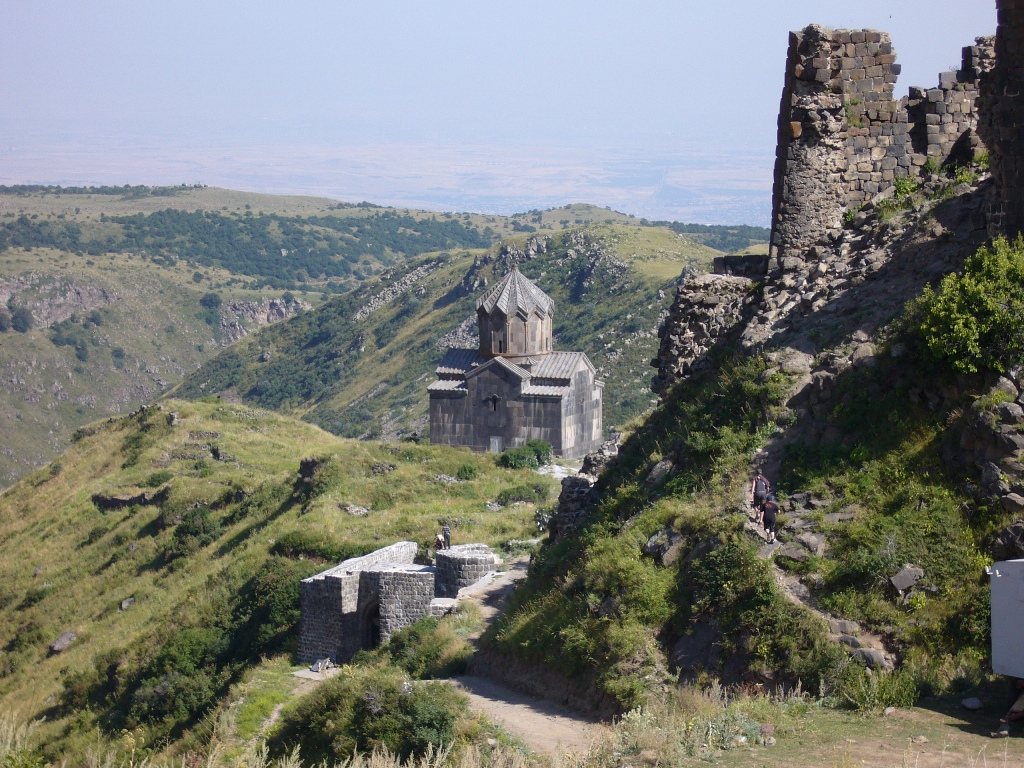
Vista de la iglesia desde las ruinas de la fortaleza.